# Wacław Juszczyszyn

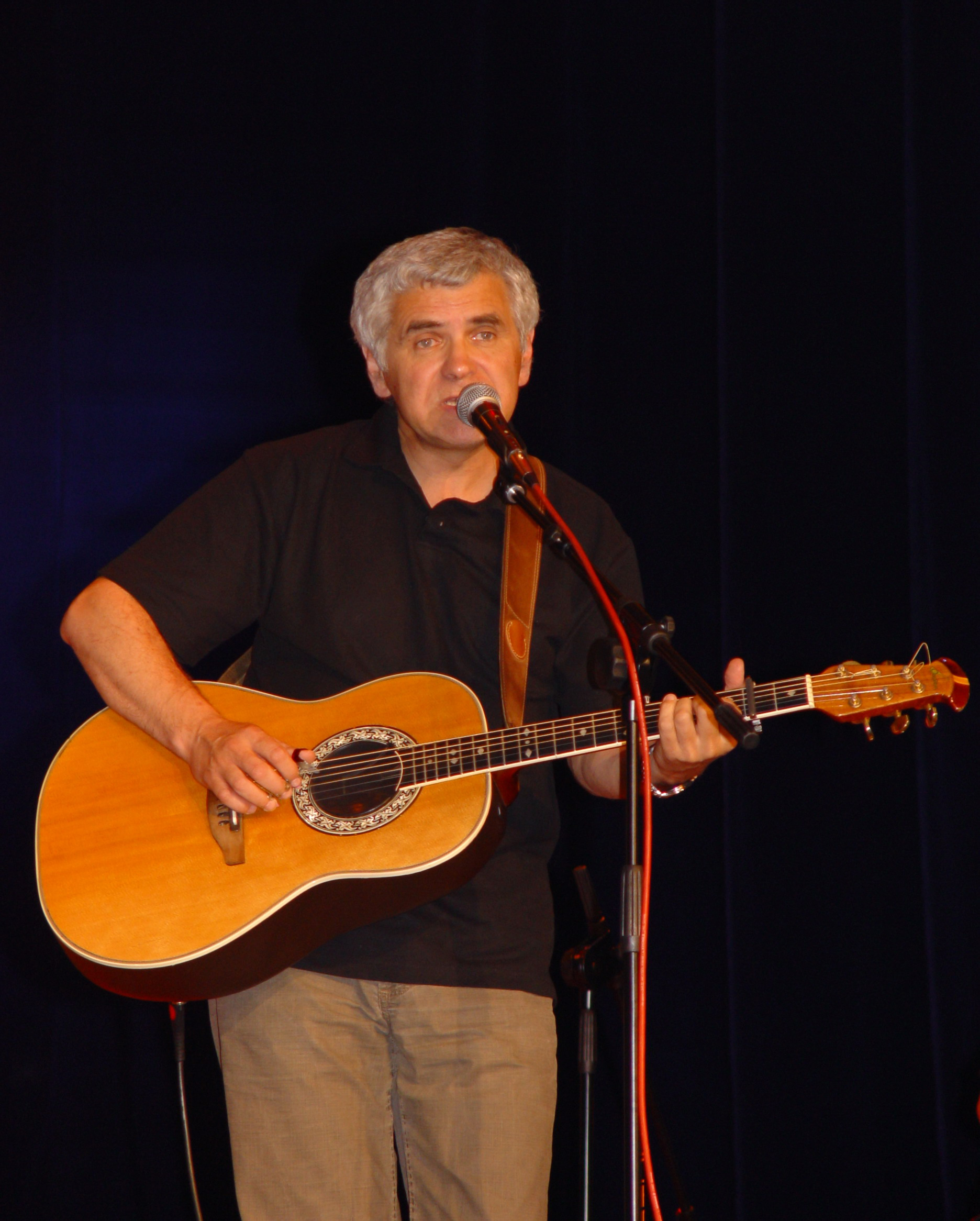
Koncert Wolnej Grupy Bukowina w Busku-Zdroju, 31 maja 2008 r.

Wacław Juszczyszyn (ur. 17 lutego 1950 we Wrocławiu) – polski gitarzysta i wokalista, kompozytor z kręgu poezji śpiewanej.

## Życiorys
Studiował na kierunku Inżynieria lądowa, został odznaczony medalem Budowniczy miasta Wrocławia. Muzykowanie rozpoczął w latach 60. jako gitarzysta i basista w zespołach rockowych. Kontakt z poezją śpiewaną zaczął się w 1972 roku przyjazdem do Szklarskiej Poręby na Ogólnopolską Studencką Giełdę Piosenki Turystycznej. Członek zespołów Wolna Grupa Bukowina i Nasza Basia Kochana, założyciel Kwartetu im. Kasi Kiestrzyń. Koncertował z Elżbietą Adamiak i Andrzejem Poniedzielskim.
Mieszka we Wrocławiu.

## Dyskografia
Dyskografia Wacława Juszczyszyna:
- Tonpress N-22 – Wolna Grupa Bukowina Bukowina – gitara, śpiew
- Wifon NK-531 – Wolna Grupa Bukowina Jan Wołek / Wolna Grupa Bukowina (1978) – gitara, śpiew
- Muza SX1926 – Nasza Basia Kochana Nasza Basia Kochana (1979) – gitara akustyczna, gitara elektryczna, gitara bottleneck, śpiew
- Muza SX2285 – Elżbieta Adamiak Do Wenecji stąd dalej co dzień (1986) – gitara, śpiew
- Pronit PLP 0078 – Elżbieta Adamiak & Andrzej Poniedzielski Elżbieta Adamiak & Andrzej Poniedzielski – Live (1987) – gitara
- POM CD 002 – Wolna Grupa Bukowina Bukowina (1991) – gitara, śpiew
- POM CD 078 – Wolna Grupa Bukowina Sad (1995) – gitara, śpiew
- MXCD 011/012 – Wolna Grupa Bukowina Słonecznik + Antologia (2001) – śpiew, gitara, gitara 12-strunowa, mandolina, realizacja nagrań, produkcja nagrań (26 czerwca 2006 roku Słonecznik ukazał się jako odrębne wydawnictwo)[8][9]
- Gitarą i piórem (2001)
- Pomaton EMI 7243 5 21294 2 3 – Złota kolekcja: Wolna Grupa Bukowina Pieśń łagodnych (1999) – gitara, śpiew
- Universal Music Polska – 064 337-2 Elżbieta Adamiak Nic nie mam (2002) – muzyka (17, 21)
- Not On Label – 5 903420 033601 Różni wykonawcy Gdy się Chrystus rodzi (2004) – śpiew (2, 5, 7, 8, 9), gitara akustyczna (1, 2, 4, 5, 8), aranżacja (1, 2, 4, 5, 8), realizacja nagrań[10]

## Filmografia
(na podstawie materiałów źródłowych)
- Wszystko jest poezja (jako rok produkcji podano rok 1990, jednakże realizatorzy filmu twierdzą, że zdjęcia do filmu powstały w latach 1980–1981) – śpiew
- Kołysanka z łezką (1989) – muzyka
- O Bartku doktorze w Baśnie i bajki polskie (2003) – efekty dźwiękowe, muzyka, wykonanie muzyki
- Korale czarownicy w Baśnie i bajki polskie (2008) – muzyka, wykonanie muzyki